# Emmanuelle Chriqui
Emmanuelle Sophie Anne Chriqui (Montreal, 10 december 1975) is een Canadees televisie- en filmactrice van Joods-Marokkaanse afkomst. Ze maakte in 1995 haar debuut op het witte doek in The Donor. Daarnaast speelde Chriqui (spreek uit: 'schrie-kie') in onder meer de televisieserie Entourage (als Sloan) en als stemactrice in de Engelstalige versie van Kyûketsuki Miyu (ook wel Vampire Princess Miyu).
Chriqui is de jongste van de drie kinderen van een echtpaar Marokkaanse immigranten. Ze heeft één zus en één broer. Ze verhuisde met haar familie naar Toronto toen ze twee jaar oud was. Ze verscheen op haar tiende voor het eerst op televisie in een reclamespotje voor McDonald's. Daarop volgden in 1995 gastrolletjes in de televisieseries Kung Fu: The Legend Continues en Forever Knight en haar filmdebuut op zowel het witte doek in The Donor als in de televisiefilm Harrison Bergeron.

## Filmografie
| - The Knight Before Christmas (2019) - Hospitality (2018) - Super Troopers 2 (2018) - 7 Splinters in Time (2018) - The Steps (2015) - Entourage (2015) - Fort Bliss (2014) - A Short History of Decay (2014) - Situation amoureuse: C'est compliqué (2014) - Three Night Stand (2013) - 5 Days of August (2011) - Girl Walks Into a Bar (2011) - Elektra Luxx (2010) - 13 (2010) - Taking Chances (2009) - Saint John of Las Vegas (2009) - Women in Trouble (2009) - Tom Cool (2009) - Cadillac Records (2008) - Tortured (2008) - You Don't Mess with the Zohan (2008) - August (2008) - After Sex (2007) | - Deceit (2006, televisiefilm) - Waltzing Anna (2006) - In the Mix (2005) - Adam and Eve (2005) - The Crow: Wicked Prayer (2005) - Waiting... (2005) - Candy Paint (2005) - Rick (2003) - Wrong Turn (2003) - On the Line (2001) - 100 Girls (2000) - Snow Day (2000) - Ricky 6 (2000) - Detroit Rock City (1999) - Futuresport (1998, televisiefilm) - Cuori in campo (1998, televisiefilm) - Alien Abduction: Incident in Lake County (1998, televisiefilm) - A Champion's Fight (1998, televisiefilm) - Principal Takes a Holiday (1998, televisiefilm) - Unwed Father (1997, televisiefilm) - The Donor (1995) - Harrison Bergeron (1995, televisiefilm) |

## Televisieseries
*Exclusief eenmalige gastrollen
- The Passage - Lila Kyle (2019, tien afleveringen)
- Shut Eye - Gina (2016-2017, dertien afleveringen)
- The Grinder - Addison Cross (2015, twee afleveringen)
- Murder in the First - Raffi Veracruz (2015, twaalf afleveringen)
- Beware the Batman - stem Sapphire Stagg (2013-2014, twee afleveringen)
- Cleaners - Veronica (2013-2014, achttien afleveringen)
- The Mentalist - Lorelei (2012-2013, vijf afleveringen)
- TRON: Uprising - Paige (2012-2013, vijftien afleveringen)
- Thundercats - stem Cheetara (2011-2012, 21 afleveringen))
- Entourage - Sloan (2005-2011, 31 afleveringen)
- The Borgias - Sancia (2011, drie afleveringen)
- American Dad! - Stem (2010, twee afleveringen)
- Robot Chicken - Vrouw (2008-2009, twee afleveringen)
- The O.C. - Jodie (2005, twee afleveringen)
- Unscripted - Emmanuelle (2005, drie afleveringen)
- Kyûketsuki Miyu - Hisae Aoki (aka Vampire Princess Miyu, 1997-1998, veertien afleveringen)

- Biblioteca Nacional de España: XX1663473
- Bibliothèque nationale de France: cb14164489s (data)
- Gemeinsame Normdatei: 143257129
- International Standard Name Identifier: 0000 0001 1462 412X
- Library of Congress Control Number: no2006025785
- MusicBrainz: c169dab5-3216-4975-bb35-a53e1b98c011
- Nationale Bibliotheek van Tsjechië: xx0097521
- Nationale Bibliotheek van Polen: a0000002968718
- Système universitaire de documentation: 158170040
- Virtual International Authority File: 90614784
- WorldCat: E39PBJx8FkwKPgBG48pqhhF9Xd